# ラムゼー・リチャード・ライナグル
ラムゼー・リチャード・ライナグル（Ramsay Richard Reinagle RA 、1775年3月19日 – 1862年11月17日）はイギリスの画家である。肖像画、風景画、動物画を描いた。

## 略歴
ロンドンで生まれた。祖父がハンガリー出身の音楽家で、父親のフィリップ・ライナグルは、有名な動物画家であった。父親から絵を学び、父親のスタイルを引き継いだ。13歳になった1883年にすでにロイヤル・アカデミー・オブ・アーツの展覧会に出展した。
イタリアに留学し、1796年にローマで修行し、その後、オランダも訪れ、オランダの巨匠の作品を研究した。イギリスに戻った後、ロバート・ベーカー(Robert Barker: 1739–1806) がロンドンのレスター・スクウェアにパノラマ画を描くのを手伝い、その後、ベーカーの息子と共同で、ストランド通りの建物にイタリアの都市の風景を描いたパノラマ画を制作したが1816年にこのパノラマ画は取り去られ、ヘンリー・アストン・ベーカー(Henry Aston Barker: 1774–1856)らのパノラマ画に取り換えられた。
1805年にイギリス水彩画家協会(Society of Painters in Watercolours)の準会員になり、翌年正会員になった。1807年に協会の役員(treasurer)になり、1808年から1812年の間、会長を務めた。
ロイヤル・アカデミー・オブ・アーツの展覧会には油絵の肖像画や風景画も出展し、1814年にロイヤル・アカデミーの準会員になり、1823年に正会員になった。作品の模写の高い技術で知られ、画廊に依頼されて、作品の修復も行った。
1848年に画商から買った若い画家の作品に少し手を加えた作品を自作としてロイヤル・アカデミーの展覧会に出展した事が問題になり、アカデミーの正会員の地位を返上することを求められ、1850年に雑誌に2回、書簡を発表し追放を免れようとしたが成功しなかった。晩年は経済的に苦しい生活を送った。
1801年に結婚し、息子のジョージ・フィリップ・ライナグル(George Philip Reinagle: 1802–1835) は海洋画家になり、娘は植民地の高級役人、Philip Dottin Souperと結婚した。

## 作品

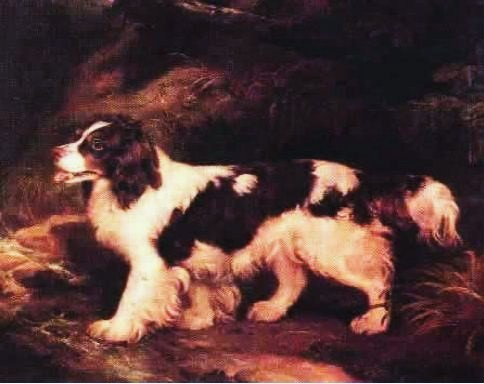
イングリッシュ・ウォーター・スパニエル(17970)
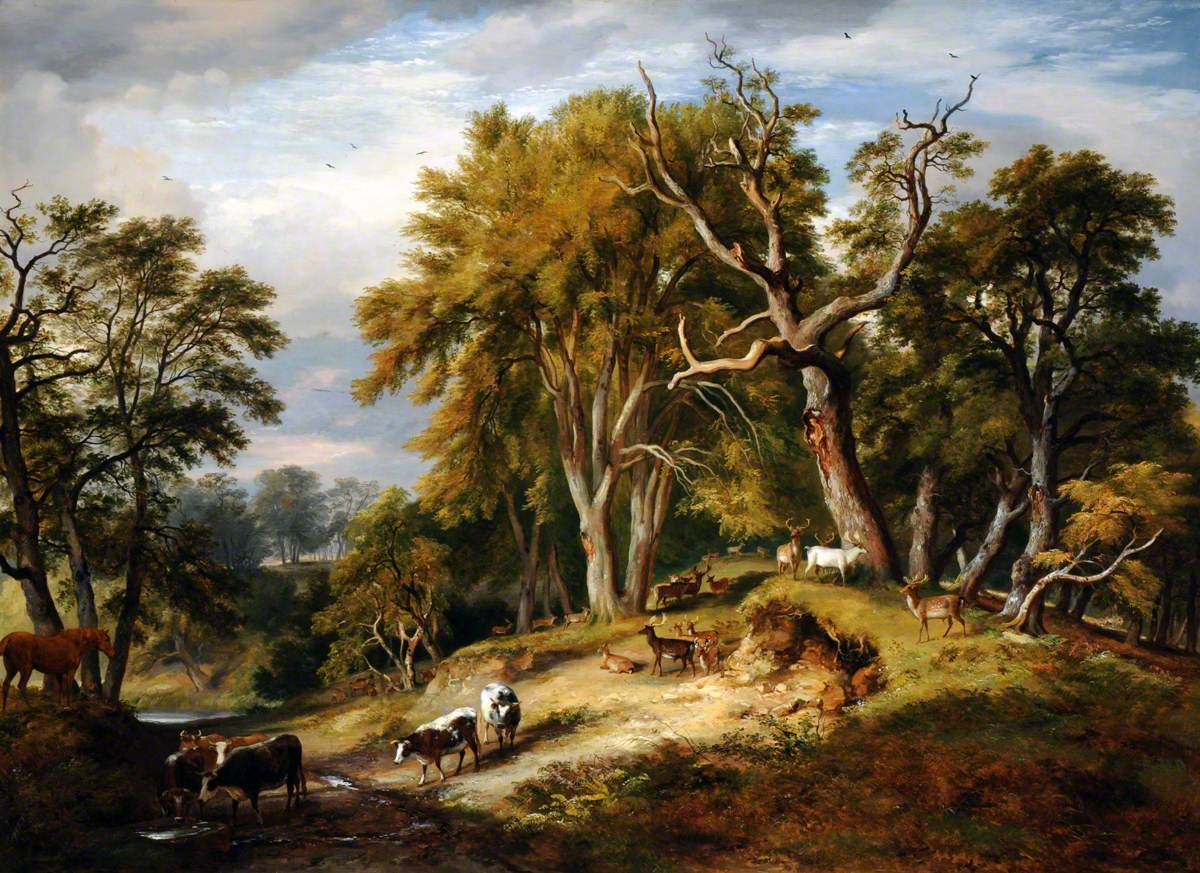
コーク公園の家畜と鹿
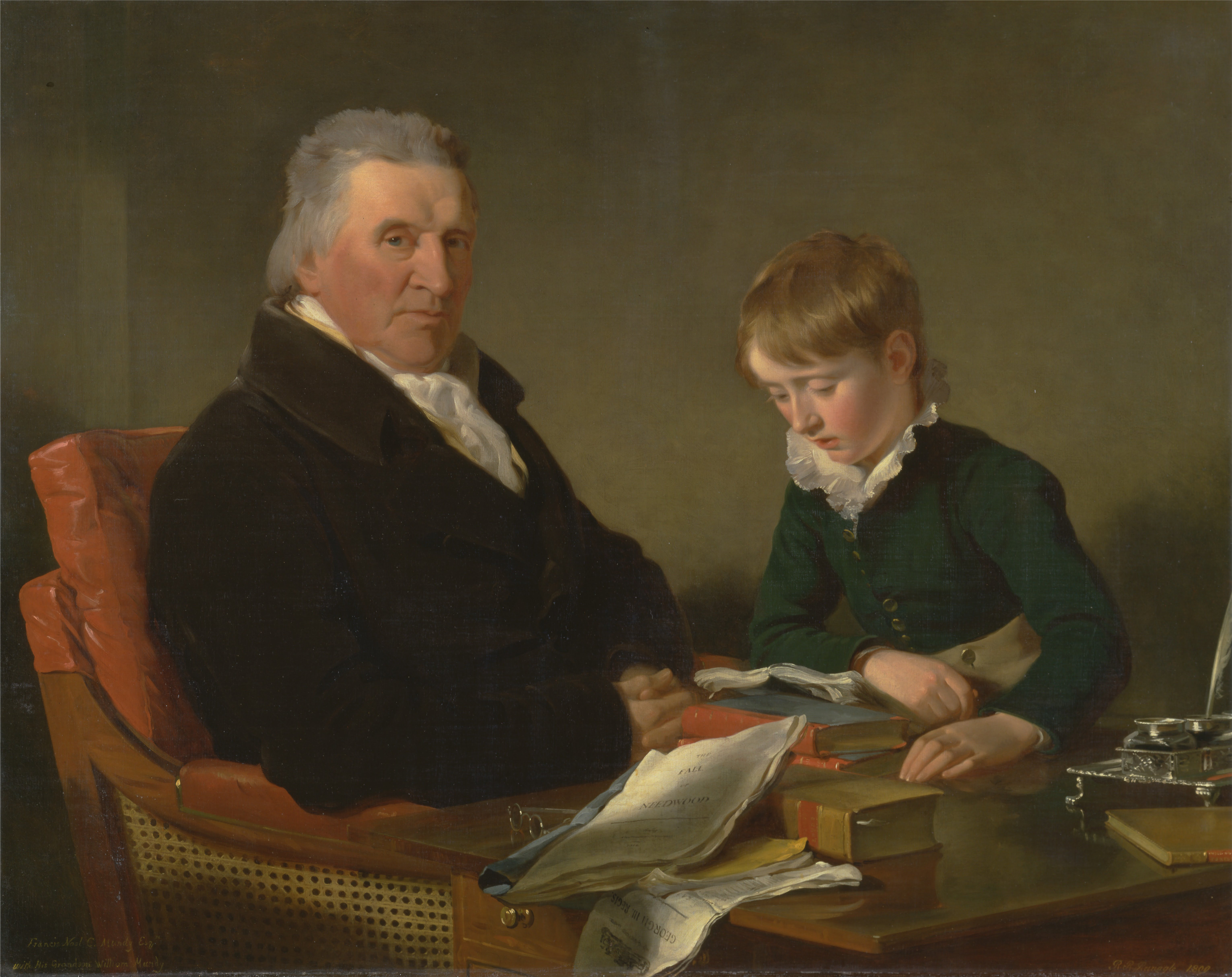
詩人、Francis Noel Clarke Mundyと孫

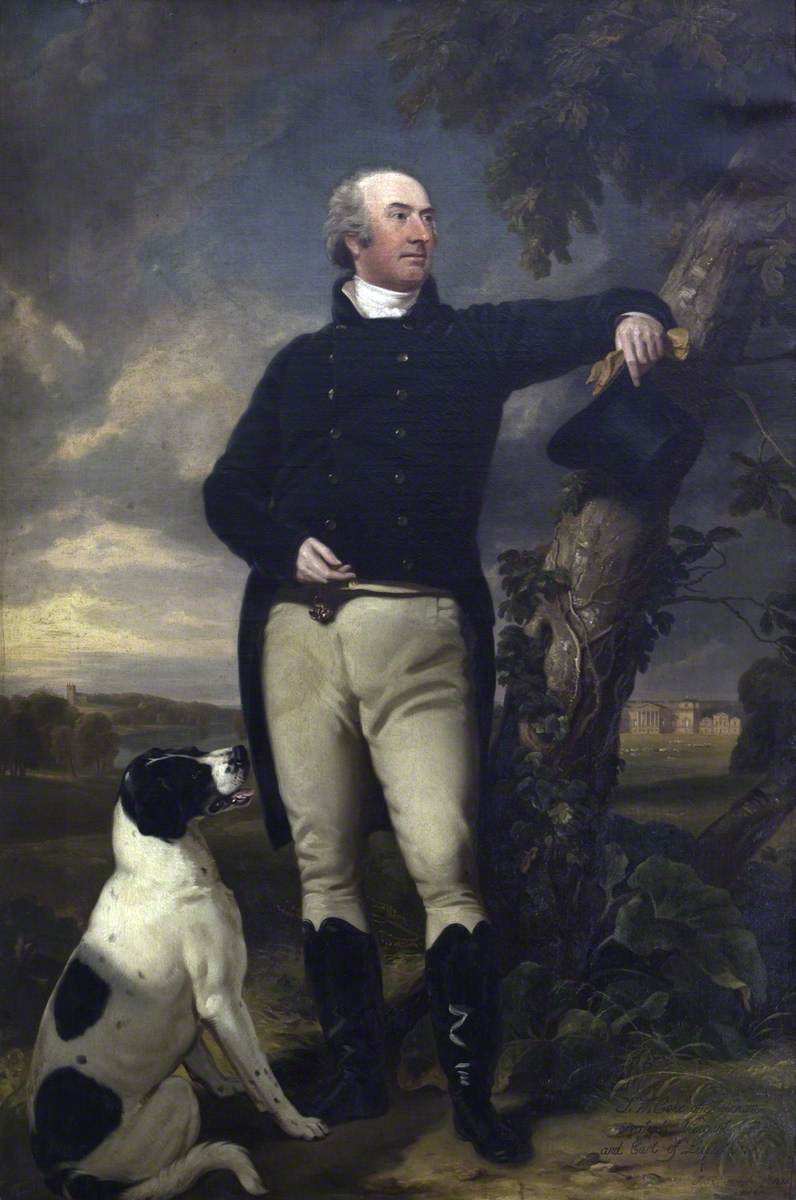
トマス・クック (初代レスター伯爵、1754-1842)
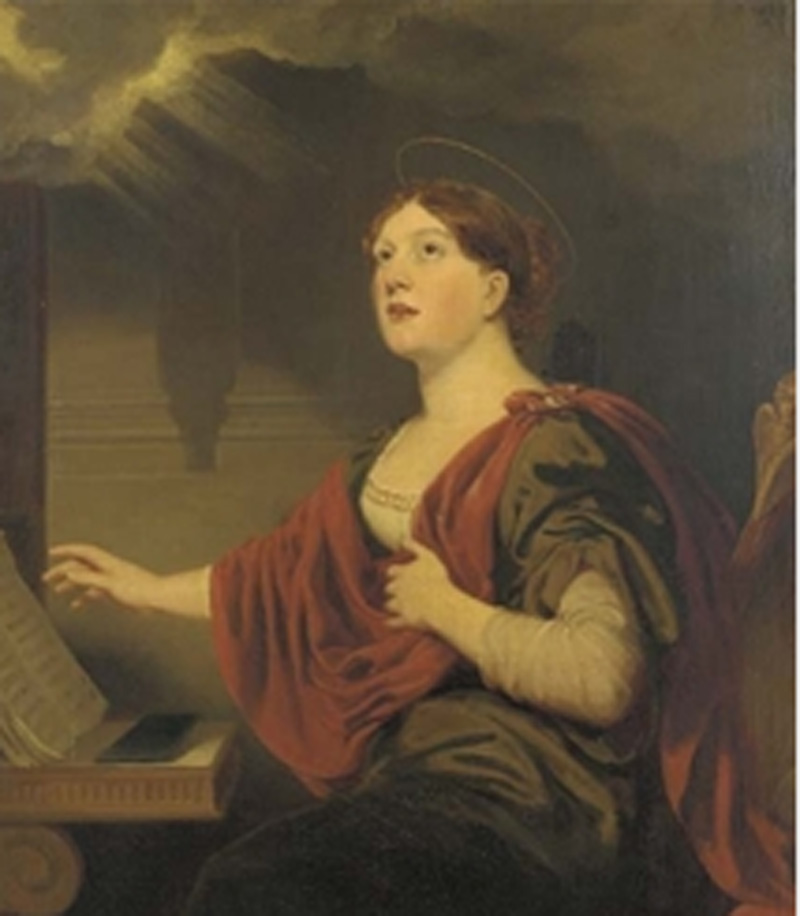
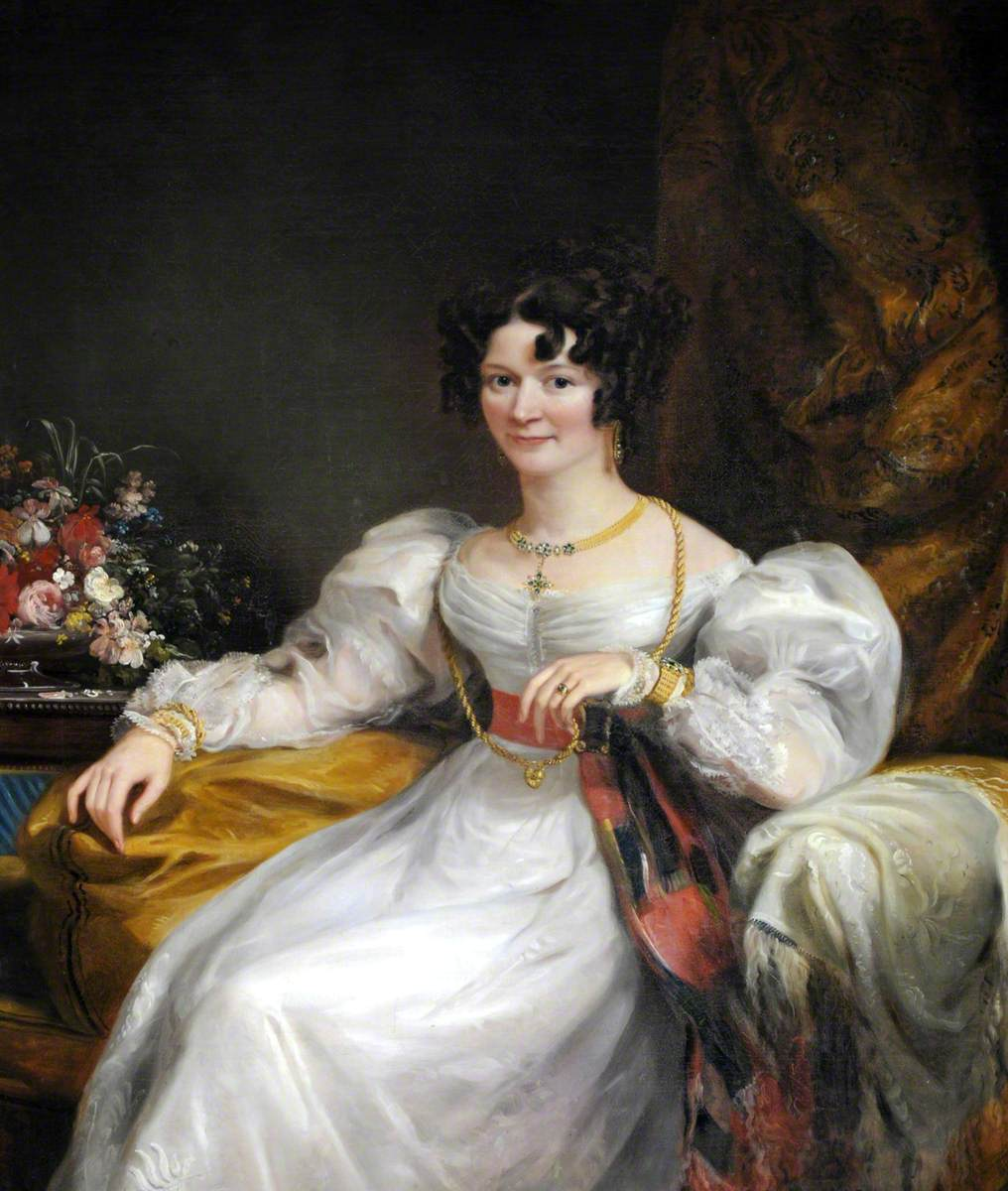
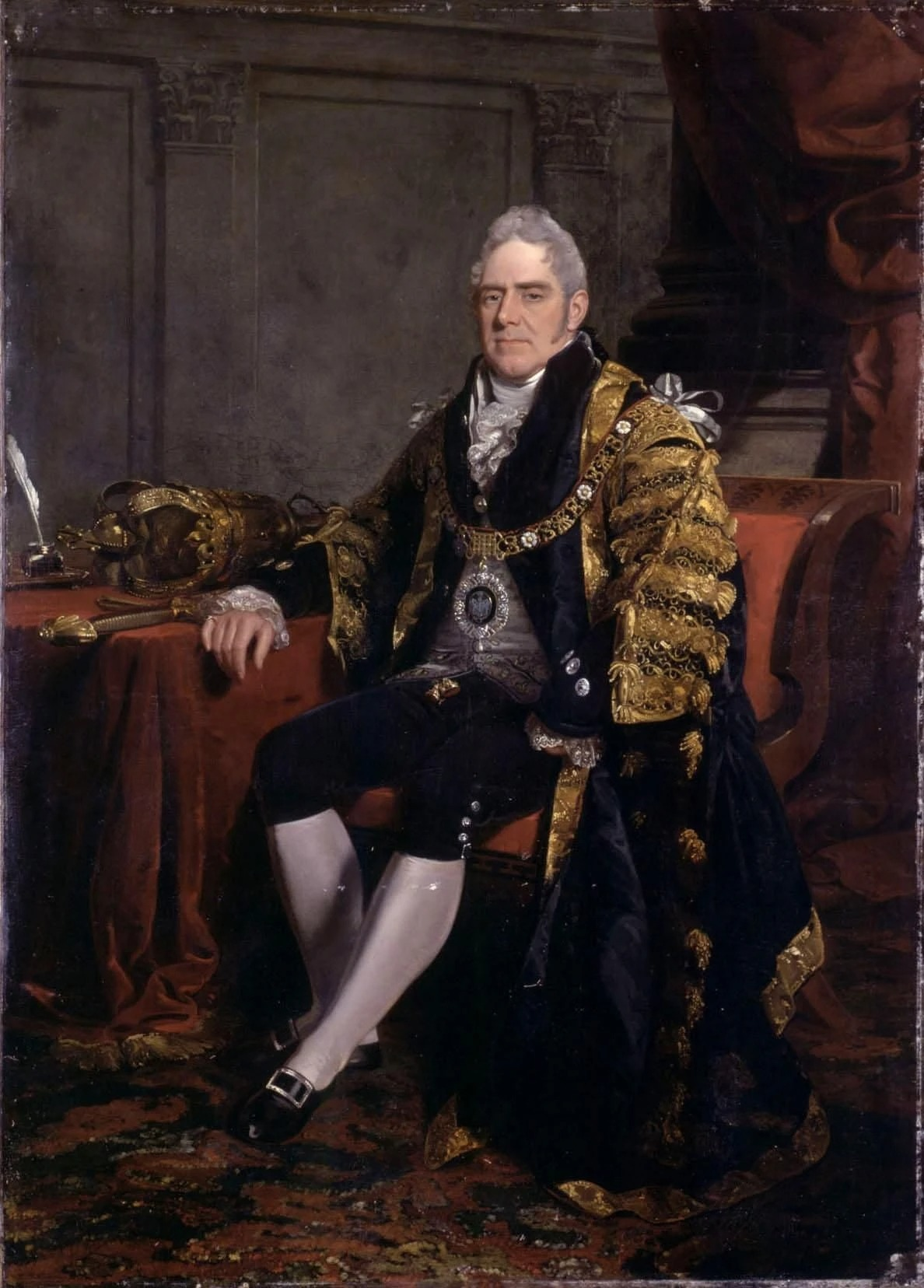
Charles Flower-ロンドン市長